# Средняя Нюкжа
Сре́дняя Ню́кжа — бывший посёлок городского типа в Нюкжинском районе Читинской области. Ныне место расположения посёлка административно относится к Тындинскому району Амурской области. Располагался на берегу реки Онон, притоке Уркимы.
Возник как золотой прииск имени Блюхера. Поселковый совет был образован в 1930 году. В 1933 году прииск стал центром Нюкжинского района Витимо-Олёкминского национального округа. К 1 января 1933 года на прииске проживало 1,0 тыс. чел.
1 декабря 1933 года прииск им. Блюхера был преобразован в посёлок городского типа Блюхеровск.
22 июля 1934 года Нюкжинский район отошёл к Зейской области.
26 сентября 1937 года посёлок и район отошли к Читинской области.
В 1938 году Блюхеровск был переименован в Среднюю Нюкжу.
В 1948 году Средняя Нюкжа и Нюкжинский район отошли к Амурской области.
В 1950-е годы потерял статус посёлка городского типа и вскоре был упразднён. Нюкжинский район вошёл в состав Джелтулакского района.